# Maria Teresa d'Asburgo (arciduchessa 1684)
Maria Teresa d'Asburgo, arciduchessa d'Austria (Vienna, 22 agosto 1684 – Castello di Kaiserebersdorf, 28 settembre 1696), era la sesta figlia di Leopoldo I d'Asburgo e della sua terza moglie, Eleonora del Palatinato-Neuburg.

## Biografia

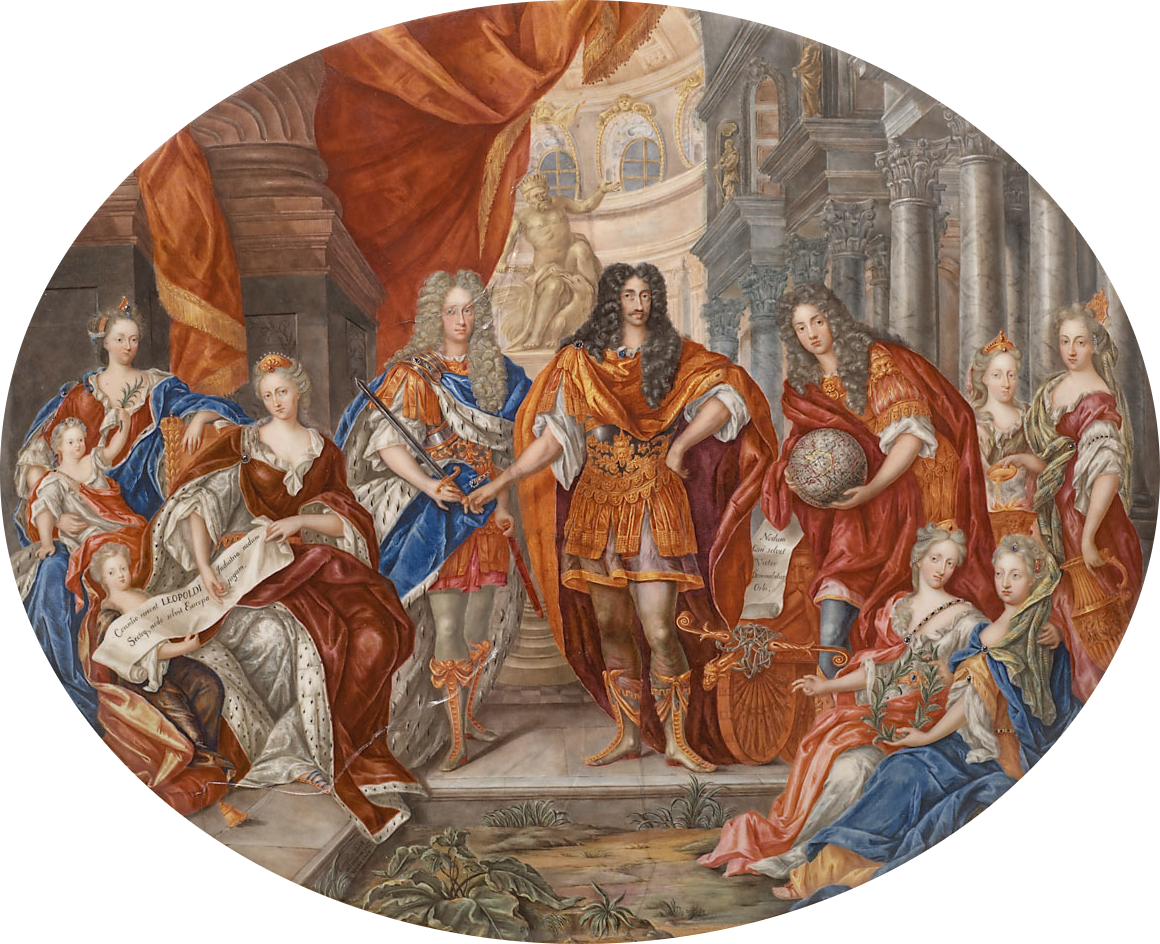
La famiglia dell'imperatore Leopoldo I.

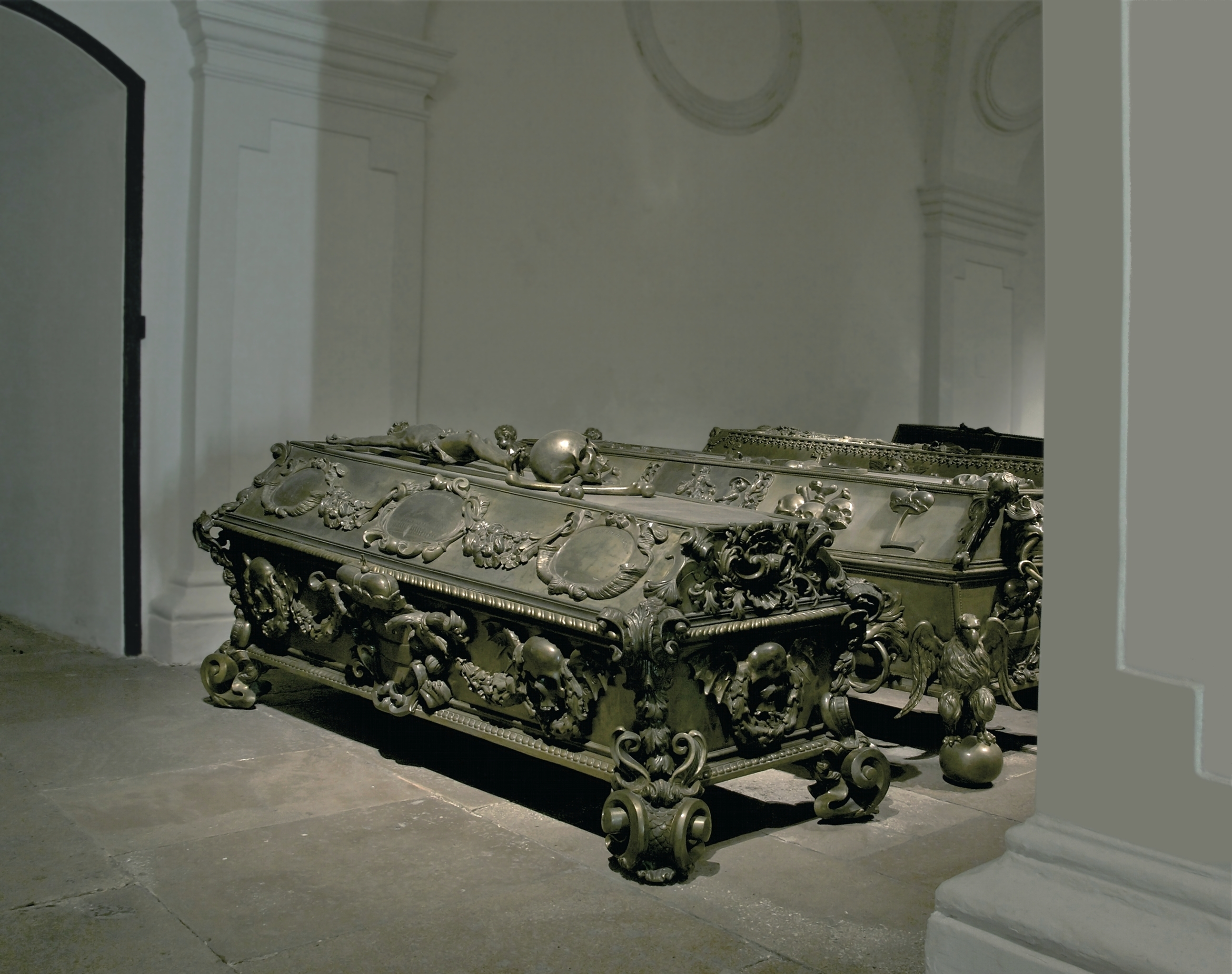
Sarcofago dell'Arciduchessa Maria Teresa nella Cripta dei cappuccini.

Morì di vaiolo all'età di dodici anni: fu sepolta nella Cripta dei cappuccini, mentre il suo cuore si trova presso l'Augustinerkirche di Vienna.

## Ascendenza
|                                     |                                           |                                      | Genitori                          |  |  | Nonni |  |  | Bisnonni                |  |  | Trisnonni          |  |
|                                     |                                           |                                      |                                   |  |  |       |  |  | Ferdinando II d'Asburgo |  |  | Carlo II d'Austria |  |
|                                     |                                           |                                      |                                   |  |  |       |  |  | Ferdinando II d'Asburgo |  |  | Carlo II d'Austria |  |
|                                     |                                           | Maria Anna di Baviera                |                                   |  |  |       |  |  | Ferdinando II d'Asburgo |  |  |                    |  |
| Ferdinando III d'Asburgo            |                                           |                                      |                                   |  |  |       |  |  | Ferdinando II d'Asburgo |  |  |                    |  |
|                                     |                                           | Maria Anna di Baviera                | Guglielmo V di Baviera            |  |  |       |  |  |                         |  |  |                    |  |
|                                     |                                           | Maria Anna di Baviera                | Guglielmo V di Baviera            |  |  |       |  |  |                         |  |  |                    |  |
|                                     |                                           | Maria Anna di Baviera                | Renata di Lorena                  |  |  |       |  |  |                         |  |  |                    |  |
| Leopoldo I d'Asburgo                |                                           | Maria Anna di Baviera                |                                   |  |  |       |  |  |                         |  |  |                    |  |
|                                     |                                           | Filippo III di Spagna                | Filippo II di Spagna              |  |  |       |  |  |                         |  |  |                    |  |
|                                     |                                           | Filippo III di Spagna                | Filippo II di Spagna              |  |  |       |  |  |                         |  |  |                    |  |
|                                     |                                           | Filippo III di Spagna                | Anna d'Austria                    |  |  |       |  |  |                         |  |  |                    |  |
| Maria Anna di Spagna                |                                           | Filippo III di Spagna                |                                   |  |  |       |  |  |                         |  |  |                    |  |
|                                     |                                           | Margherita d'Austria-Stiria          | Carlo II d'Austria                |  |  |       |  |  |                         |  |  |                    |  |
|                                     |                                           | Margherita d'Austria-Stiria          | Carlo II d'Austria                |  |  |       |  |  |                         |  |  |                    |  |
|                                     |                                           | Margherita d'Austria-Stiria          | Maria Anna di Baviera             |  |  |       |  |  |                         |  |  |                    |  |
| Maria Teresa d'Asburgo              |                                           | Margherita d'Austria-Stiria          |                                   |  |  |       |  |  |                         |  |  |                    |  |
|                                     | Volfango Guglielmo del Palatinato-Neuburg | Filippo Luigi del Palatinato-Neuburg |                                   |  |  |       |  |  |                         |  |  |                    |  |
|                                     | Volfango Guglielmo del Palatinato-Neuburg | Filippo Luigi del Palatinato-Neuburg |                                   |  |  |       |  |  |                         |  |  |                    |  |
|                                     | Volfango Guglielmo del Palatinato-Neuburg | Anna di Jülich-Kleve-Berg            |                                   |  |  |       |  |  |                         |  |  |                    |  |
| Filippo Guglielmo del Palatinato    | Volfango Guglielmo del Palatinato-Neuburg |                                      |                                   |  |  |       |  |  |                         |  |  |                    |  |
|                                     |                                           | Maddalena di Baviera                 | Guglielmo V di Baviera            |  |  |       |  |  |                         |  |  |                    |  |
|                                     |                                           | Maddalena di Baviera                 | Guglielmo V di Baviera            |  |  |       |  |  |                         |  |  |                    |  |
|                                     |                                           | Maddalena di Baviera                 | Renata di Lorena                  |  |  |       |  |  |                         |  |  |                    |  |
| Eleonora del Palatinato-Neuburg     |                                           | Maddalena di Baviera                 |                                   |  |  |       |  |  |                         |  |  |                    |  |
|                                     |                                           | Giorgio II d'Assia-Darmstadt         | Luigi V d'Assia-Darmstadt         |  |  |       |  |  |                         |  |  |                    |  |
|                                     |                                           | Giorgio II d'Assia-Darmstadt         | Luigi V d'Assia-Darmstadt         |  |  |       |  |  |                         |  |  |                    |  |
|                                     |                                           | Giorgio II d'Assia-Darmstadt         | Maddalena di Brandeburgo          |  |  |       |  |  |                         |  |  |                    |  |
| Elisabetta Amalia d'Assia-Darmstadt |                                           | Giorgio II d'Assia-Darmstadt         |                                   |  |  |       |  |  |                         |  |  |                    |  |
|                                     |                                           | Sofia Eleonora di Sassonia           | Giovanni Giorgio di Brandeburgo   |  |  |       |  |  |                         |  |  |                    |  |
|                                     |                                           | Sofia Eleonora di Sassonia           | Giovanni Giorgio di Brandeburgo   |  |  |       |  |  |                         |  |  |                    |  |
|                                     |                                           | Sofia Eleonora di Sassonia           | Maddalena Sibilla di Hohenzollern |  |  |       |  |  |                         |  |  |                    |  |
|                                     |                                           | Sofia Eleonora di Sassonia           |                                   |  |  |       |  |  |                         |  |  |                    |  |